# Liste des épisodes de Beyblade: Shogun Steel
 (janvier 2025).
Si vous disposez d'ouvrages ou d'articles de référence ou si vous connaissez des sites web de qualité traitant du thème abordé ici, merci de compléter l'article en donnant les références utiles à sa vérifiabilité et en les liant à la section « Notes et références ».
Cette page présente la liste des épisodes de la série télévisée d'animation Beyblade: Shogun Steel, qui correspond à la saison 4 de la saga Beyblade Metal Fusion.
La série est composée de trente-huit épisodes de 10 minutes au Japon, mais de dix-neuf épisodes de 20 minutes hors du Japon. Sept autres épisodes ont également été produits.
Elle est diffusée à partir du 8 avril 2012 sur Tokyo TV au Japon, et à partir du 6 avril 2013 sur Canal J en France.

## Liste des épisodes
| No         | Titre français                          | Titre japonais                                  | Titre japonais                                    | Date de 1re diffusion               |
| No         | Titre français                          | Kanji                                           | Rōmaji                                            | Date de 1re diffusion               |
| ---------- | --------------------------------------- | ----------------------------------------------- | ------------------------------------------------- | ----------------------------------- |
| 1 (1-2)    | Le début d'une nouvelle ère             | 新時代到来！ ZEROGバトル！                      | Shin jidai tōrai! ZEROG batoru!                   | 8 avril 2012 15 avril 2012          |
| 2 (3-4)    | Battre Orochi le pirate                 | 地獄の特訓 倒せ!パイレーツオロジャ!             | Jigoku no tokkun Taose! Pairētsu Orojya!          | 22 avril 2012 29 avril 2012         |
| 3 (5-6)    | Le coup spécial foudroyant              | 対決！リベンジマッチ 炎の必殺転技               | Taiketsu! Ribenji Macchi Honō no hissatsu tengi   | 6 mai 2012 13 mai 2012              |
| 4 (7-8)    | Deux toupies en une                     | リヴァイザーの挑戦！ 驚異のシンクローム         | Rivaizā no chōsen Kyōi no shinkurōmu              | 20 mai 2012 27 mai 2012             |
| 5 (9-10)   | La force du lien                        | 紅のチャレンジャー 「絆の力」                   | Kurenai no charenjā Shasai no pawā                | 3 juin 2012 10 juin 2012            |
| 6 (11-12)  | La rafale de feu fantôme                | 舞い降りし鷹 炸裂！無幻火流撃                   | Maiori shitaka Sakuretsu! Mugen Hiryūgeki         | 17 juin 2012 24 juin 2012           |
| 7 (13-14)  | L'attaque du Kraken                     | 恐怖！真夏のビーチ キラーケン来襲！             | Kyōfu! Manatsu no bīchi Kirāken raishū            | 1er juillet 2012 8 juillet 2012     |
| 8 (15-16)  | Le dragon noir                          | 襲撃！謎のブレーダー 漆黒のドラゴン             | Shūgeki! Nazo no Burēdā Shikkoku no Doragon       | 15 juillet 2012 22 juillet 2012     |
| 9 (17-18)  | Zyro contre Sakyo                       | ガーゴイルの罠 激突!ゼロVS左京                  | Gāgoiru no wana Gekitotsu! Zero VS Sakyō          | 29 juillet 2012 5 août 2012         |
| 10 (19-20) | Le Golem blindé                         | ディフェンス最強の男 鉄壁のゴレイム             | Difensu saikyō no otoko Teppeki no Goreimu        | 12 août 2012 19 août 2012           |
| 11 (21-22) | Combats et amities                      | 熱き友情の特訓(バトル 唸れ!オロジャリヴァイザー | Atsuki yūjō no batoru Unare! Orojya Rivaizā       | 26 août 2012 2 septembre 2012       |
| 12 (23-24) | Le terrible Behemoth                    | 鉄壁の防御を打ち破れ 非情のベギラドス           | Teppeki no bōgyo o uchiyabure Hijō no Begiradosu  | 8 septembre 2012 16 septembre 2012  |
| 13 (25-26) | La bataille synchrome fait rage         | 勝ち取れ！挑戦権 激闘！シンクロームバトル       | Kachitore! chōsenken Gekitō! Shinkurōmubatoru     | 23 septembre 2012 30 septembre 2012 |
| 14 (27-28) | Les Neo Battle Bladers                  | 悪の遺伝子 ネオ・バトルブレーダーズ             | Aku no idenshi Neo Batoru Burēdāzu                | 7 octobre 2012 14 octobre 2012      |
| 15 (29-30) | Les huit meilleurs sont là!             | DNA包囲網 決定!ベスト8                          | DNA Hōimō Kettei! Besuto Eito                     | 21 octobre 2012 28 octobre 2012     |
| 16 (31-32) | Quatre matches au sommet                | 燃えろ!決勝大会 熱血!ゼロVS鷹ノ助               | Moero! Kesshō Taikai Nekketsu! Zero VS Takanosuke | 4 novembre 2012 11 novembre 2012    |
| 17 (33-34) | La rencontre prédestinée de deux rivaux | 友との誓い 宿命のライバル対決                   | Tomo tono chikai Shukumei no Raibaru Taiketsu     | 18 novembre 2012 25 novembre 2012   |
| 18 (35-36) | Bahamoote, l'empereur de la destruction | 究極破壊皇バハムディア 託された想い             | Kyūkyoku hakai kō Bahamudia Takusareta omoi       | 2 décembre 2012 9 décembre 2012     |
| 19 (37-38) | Une attaque pleine d'esprit             | 壮絶!ファイナルマッチ 心の一撃                  | Sōzetsu!! Fainaru Macchi Kokoro no ichigeki       | 16 décembre 2012 23 décembre 2012   |

## Épisodes perdus
Ces sept épisodes n'ont jamais été diffusés à la télévision japonaise.
| No      | Titre français                     | Titre japonais   | Titre japonais            | Date de 1re diffusion                |
| No      | Titre français                     | Kanji            | Rōmaji                    | Date de 1re diffusion                |
| ------- | ---------------------------------- | ---------------- | ------------------------- | ------------------------------------ |
| 20 (39) | Un nouveau combat                  | 新たなる戦い     | Aratanaru tatakai         | 28 mai 2013 27 août 2013 (DVD)       |
| 21 (40) | L'alliance de la légende et du mal | 伝説と悪魔の融合 | Densetsu to akuma no yūgō | 3 juin 2013 27 août 2013 (DVD)       |
| 22 (41) | Le Repaire de Doji                 | 大道寺の要塞     | Daidōji no yōsai          | 4 juin 2013 27 août 2013 (DVD)       |
| 23 (42) | Pris au piège                      | 待ち受ける罠     | Machiukeru wana           | 4 juin 2013 27 août 2013 (DVD)       |
| 24 (43) | Le rugissement de Biakko           | 白虎の雄叫び     | Byakko no otakebi         | 10 juin 2013 25 septembre 2013 (DVD) |
| 25 (44) | Combat dans les airs               | 決死の空中バトル | Kesshi no kūchū Batoru    | 11 juin 2013 25 septembre 2013 (DVD) |
| 26 (45) | Un pont vers le futur              | 未来への架け橋   | Mirai he no kakehashi     | 11 juin 2013 25 septembre 2013 (DVD) |